# 岡地
岡地株式会社（おかち、英: Okachi & Co., Ltd.）は、東京都中央区日本橋小網町に本社を置く商品先物取引業。

## 概略
現在、岡地株式会社は個人向けと法人向けに商品先物取引のサービスを展開している。
個人向けには、岡地のホームトレードシステム「オアシス」を用意し、個人の商品先物取引をサポートしている。
法人向けは、大手商社、機関投資家、現物卸業者、小売業者などさまざまな法人を対象とし、ガソリン、灯油、穀物・ゴムなどの現物受け渡し、入札、在庫のヘッジ、などをサポートしている。

## 沿革
- 1951年（昭和26年）2月 - 名古屋繊維取引所開所とともに「岡地貞一商店」設立[1]
- 1952年（昭和27年）5月 - 「岡地株式会社」に改組する
- 1959年（昭和34年）4月 - 東京支店設置
- 1960年（昭和35年）2月 - 大阪支店設置
- 1973年（昭和48年）4月 - 本社新社屋ビル完成
- 1975年（昭和50年）10月 - 鹿沼国際カントリークラブ（現南摩城カントリークラブ）オープン
- 1980年（昭和55年）7月 - 香港にOKACHI(HONG KONG) CO., LTD.（先物取引業）設立
- 1981年（昭和56年）7月 - マレーシア（クアラルンプール）に「OKACHI(MALAYSIA) SDN.BHD. 」（先物取引業）を設立
- 1983年（昭和58年）3月 - 東京支店新社屋ビル完成
- 1986年（昭和61年）3月 - 大阪支店新社屋ビル完成
- 1987年（昭和62年）4月 - 香港に「OKACHI(HONG KONG) INVESTMENTS CO., LTD.」（証券業）を設立
- 1992年（平成4年）7月 - 資本金を10億円に増資
- 2001年（平成13年）2月 - 創業50周年
- 2004年（平成16年）10月 - インターネット商品先物取引「 OASIS（オアシス）」のサービス開始
- 2006年（平成18年）

1月 - 中国大連市において大連北方期貨経紀有限責任公司と覚書（MoU）を締結
1月 - 中国深圳市において東銀期貨経紀有限公司と覚書（MoU）を締結
1月 - 中国広州市において長城偉業期貨経紀有限公司と覚書（MoU）を締結
6月 - 韓国ソウル市において現代先物株式会社と覚書（MOU）を締結
- 2008年（平成20年）

4月 - 中国上海市に香港現地法人 岡地集団(香港)有限公司が上海事務所を開設
6月 - マレーシア現地法人Okachi(Malaysia)Sdn. Bhd.がAlliance Islamic Bank Malaysia Berhadと覚書（MoU）を締結
- 2011年（平成23年）

2月 - 創業60周年
7月 - 中国（上海）に「OKACHI(SHANGHAI) CO., LTD.」（貿易業等）を設立
- 2017年（平成29年）1月 - 商品先物取引業者としての許可を更新（6年間）
- 2020年（令和2年）4月 - 第一種金融商品取引業者として登録
- 2021年（令和3年）7月 - 本店を東京に移転
- 2023年（令和5年）1月 - 商品先物取引業者としての許可を更新（6年間）

## 加入団体
- 日本証券業協会
- 日本商品先物取引協会
- 日本商品先物振興協会
- 日本商品委託者保護基金株式会社
- 日本証券クリアリング機構